# Joe Mantegna
Pour les articles homonymes, voir Mantegna.
Joe Mantegna, né le 13 novembre 1947 à Chicago, (Illinois, États-Unis), est un acteur, scénariste, producteur et réalisateur américain.

## Biographie

### Jeunesse et formation
Joseph Anthony Mantegna, Jr. naît le 13 novembre 1947 à Chicago, (Illinois, États-Unis), dans une famille italo-américaine. Sa mère, Marie Ann, née Novelli, est commis d'expédition. Son père, Joseph Anthony Mantegna Sr, vend des assurances. D'abord attiré par la musique, il devient bassiste au sein du groupe The Apocryphals et joue une fois en première partie de Chicago. Il suit des études de lettres et obtient une licence de théâtre à la Goodman School of Drama de Chicago. En 1969, il fait ses débuts sur les planches dans une adaptation de la comédie musicale Hair.

### Carrière
Parmi ses films marquants, on peut citer : Parrain d'un jour (1988) pour lequel il obtient la coupe Volpi du Meilleur acteur au festival de Venise, Alice de Woody Allen (1990), Le Parrain 3 (1990) de Francis Ford Coppola, Bébé part en vadrouille (1994) où il joue le rôle très drôle de Eddie, un gangster se faisant rouler par un bambin, Les Rois de Las Vegas (1998), Le Monde de Joan (2003-2005) et Stateside.
Il prête sa voix au personnage de Gros Tony dans la série Les Simpson.
En 2007, il remplace Mandy Patinkin dans Esprits criminels après la défection surprise de celui-ci pour y interpréter le rôle de David Rossi, un des fondateurs du BAU (Behavioral Analysis Unit, département des sciences du comportement), la cellule spéciale du FBI au cœur de cette série.
Esprits Criminels s'arrête cependant en 2020, mais Paramount +, annonce une seizième saison dans laquelle il sera de la partie.

### Vie privée
Il est marié depuis le 3 décembre 1975 avec Arlene Vrhel. Ils ont eu deux filles : Mia et Gia, qui apparait dans plusieurs épisodes d'Esprits criminels.

## Filmographie

### Cinéma

#### Longs métrages
- 1978 : Towing de Maura Smith : Chris
- 1983 : Second Thoughts de Lawrence Turman : Un homme
- 1985 : Compromising Positions de Frank Perry : Bruce Fleckstein
- 1986 : Une baraque à tout casser (The Money Pit) de Richard Benjamin : Art Shirk
- 1986 : Le flic était presque parfait (Off Beat) de Michael Dinner : Pete Peterson
- 1986 : Trois amigos ! (¡Three Amigos!) de John Landis : Harry Flugleman
- 1987 : Toubib malgré lui (Critical Condition) de Michael Apted : Arthur Chambers
- 1987 : Engrenages (House of Games) de David Mamet : Mike
- 1987 : Weeds de John D. Hancock : Carmine
- 1987 : Suspect dangereux (Suspect) de Peter Yates : Charlie Stella
- 1988 : Parrain d'un jour (Things Change) de David Mamet : Jerry
- 1989 : Bandini (Wait Until Spring, Bandini) de Dominique Deruddere : Bandini
- 1990 : Le Parrain 3 (The Godfather : Part III) de Francis Ford Coppola : Joey Zasa
- 1990 : Alice de Woody Allen : Joe
- 1991 : Bienvenue au club (Queens Logic) de Steve Rash : Al
- 1991 : Homicide de David Mamet : Bobby Gold
- 1991 : Bugsy de Barry Levinson : George Raft
- 1993 : Body (Body of Evidence) d'Uli Edel : Robert Garrett
- 1993 : À la recherche de Bobby Fischer (Searching for Bobby Fischer) de Steven Zaillian : Fred Waitzkin
- 1993 : Family Prayers de Scott M. Rosenfelt : Martin Jacobs
- 1994 : Radio Rebels (Airheads) de Michael Lehmann : Ian
- 1994 : Bébé part en vadrouille (Baby's Day Out) de Patrick Read Johnson : Eddie
- 1995 : Forget Paris de Billy Crystal : Andy
- 1995 : For Better or Worse de Jason Alexander : Stone
- 1995 : Chassé croisé (Above Suspicion) de Steven Schachter : Alan Rhinehart
- 1996 : Au-delà des lois (Eye for an Eye) de John Schlesinger : Détective Sergent Denillo
- 1996 : For Better or Worse de Jason Alexander : Stone
- 1996 : Personnel et Confidentiel (Up Close and Personal) de Jon Avnet : Bucky Terranova
- 1996 : Albino Alligator de Kevin Spacey : G.D. Browning, Agent de l'A.T.F.
- 1996 : La Peau sur les os (Thinner) de Tom Holland : Richie Ginelli
- 1996 : Persons Unknown de George Hickenlooper : Jim Holland
- 1996 : Underworld de Roger Christian : Frank Gavilan / Frank Cassady / Richard Essex
- 1996 : Captain Nuke and the Bomber Boys de Charles Gale : Joey Franelli
- 1998 : Celebrity de Woody Allen : Tony Gardella
- 1998 : The Wonderful Ice Cream Suit de Stuart Gordon : Gomez
- 1998 : Jerry and Tom de Saul Rubinek : Tom
- 1988 : For Hire de Jean Pellerin : Alan Webber
- 1998 : Parrain malgré lui (Hoods) : Angelo "Ange" Martinelli (également producteur)
- 1998 : Boy Meets Girl (en) de Jerry Ciccoritti : Il Magnifico
- 1999 : Liberty Heights de Barry Levinson : Nate Kurtzman
- 1999 : Une fille aux commandes (Airspeed) de Robert Tinnell : Raymond Stone
- 1999 : Talents cachés (Error in Judgment) de Scott P. Levy : Eric
- 1999 : The Runner de Ron Moler : Rocco
- 2000 : Sac d'embrouilles (More Dogs Than Bones) de Michael Browning : De Salvo
- 2000 : Les protecteurs (Fall) de Daniel Baldwin : Agent Jim Danaher
- 2001 : La Trompette magique (The Trumpet of the Swan) de Richard Rich : Monty (voix)
- 2001 : Laguna de Dennis Berry : Nicola Pianon
- 2001 : Turbulence 3 : Heavy Metal de Jorge Montesi : Frank Garner
- 2002 : Mother Ghost de Rich Thorne : Jerry
- 2003 : Uncle Nino de Robert Shallcross : Robert Micelli
- 2004 : L'Histoire (Stateside) de Reverge Anselmo : Gil Deloach
- 2004 : Pontormo de Giovanni Fago : Pontormo (Jacopo Carrucci)
- 2005 : Nine Lives de Rodrigo García : Richard
- 2005 : Edmond de Stuart Gordon : L'homme au bar
- 2005 : The Kid & I de Penelope Spheeris : Davis Roman
- 2007 : Les Simpson, le film (The Simpsons Movie) de David Silverman : Gros Tony (voix)
- 2007 : Cougar Club de Christopher Duddy : Mr Stack
- 2007 : Elvis and Anabelle de Will Geiger : Charlie
- 2007 : Naked Fear de Thom Eberhardt : Sheriff Tom Benike
- 2008 : Hot Protection (Witless Protection) de Charles Robert Carner : Dr Rondog « Doc » Savage
- 2008 : Redbelt de David Mamet : Jerry Weiss
- 2008 : La Ligue des justiciers : Nouvelle frontière (Justice League : The New Frontier) de Dave Bullock : Buddy Blake (voix)
- 2008 : The Last Hit Man : Harry Tremayne
- 2008 : Hank and Mike de Matthiew Klinck : Mr Pan
- 2008 : West of Brooklyn de Danny Cistone : Gaetano D'Amico
- 2008 : Childless de Charlie Levi : Richard
- 2008 : Lonely Street de Peter Ettinger : Jerry Finkelman
- 2009 : My Suicide de David Lee Miller : Gafur Chandrasakar
- 2009 : The Assistants de Steve Morris : Gary Greene
- 2009 : The House That Jack Built de Bruce Reisman : Jack Sr
- 2011 : Cars 2 de John Lasseter et Brad Lewis : Grem (voix)
- 2013 : Compulsion d'Egidio Coccimiglio : Détective Reynolds
- 2014 : 10 Cent Pistol de Michael C. Martin : Punchy
- 2015 : Kill Me, Deadly de Darrett Sanders : Bugsy Siegel
- 2016 : The Bronx Bull de Martin Guigui : Rick Rosselli
- 2020 : Rolling Thunder de Peter Curtis Pardini : Joe

#### Courts métrages
- 1977 : Medusa Challenger de Steven Elkins : Joe
- 1982 : The Remarkable Riderless Runaway Tricycle de Gary Templeton : Un client
- 2004 : First Flight de Greg Bowyer : Robert Sloan
- 2004 : You Animal d'Igor Kovalyov : Parnell (voix)
- 2006 : Club Soda de Paul Carafotes : Mike
- 2008 : Who's Wagging Who ? de Robin Anderson : Rudy (voix)
- 2010 : Hannah Mantegna de Jim Harmon : Hannah Mantegna
- 2010 : Pop Shock de Carrie Layne : Billy
- 2011 : Sacks West de Nick Corirossi et Charles Ingram : Joe
- 2011 : The Yule Tide Good Samaritan de Peter Curtis Pardini : Tim O'Neill
- 2012 : Pandora's Box de Thomas G. Waites : Anthony DiMucci
- 2014 : AirBurst : The Soda of Doom de Dani Bowman : MM-Ci (voix)

### Télévision

#### Séries télévisées
- 1980 - 1981 : Soap : Juan One
- 1981 : It's a Living : Louis Allen
- 1981 : Bosom Buddies : Le cheikh
- 1981 - 1982 : Le joyeux bazar (Open All Night) : Un homme
- 1982 : Ralph Super-héros (The Greatest American Hero) : Juan
- 1982 :  Simon et Simon (Simon & Simon) : Henry
- 1982 : Archie Bunker's Place : Joe Garver
- 1987 : La Cinquième Dimension (The Twilight Zone) : Harry Dobbs
- 1991 / 1995 - 2023 : Les Simpson (The Simpsons) : Gros Tony / Gordus Antonius (voix)
- 1993 : Frasier : Derek Mann (voix)
- 1993 : Fallen Angels : Carl Streeter
- 1997 : Le Dernier Parrain (The Last Don) : Pippi De Lena
- 1997 : Duckman (Duckman : Private Dick/Family Man) : Rube Richter (voix)
- 1997 : Les Razmoket (Rugrats) : Jack Montello (voix)
- 1998 : The Last Don II : Pippi De Lena
- 2002 : First Monday : Joseph Novelli
- 2003 - 2004 : Le Monde de Joan (Joan of Arcadia) : Will Girardi
- 2006 : Kim Possible : Jimmy Blamhammer (voix)
- 2007 : Starter Wife (The Starter Wife) : Lou Manahan
- depuis 2007 : Esprits criminels (Criminal Minds) : David Rossi (depuis la saison 3)
- 2022 : As We See It : Lou
- 2022 : Barry : lui-même

#### Téléfilms
- 1979 : Le Roman d'Elvis (Elvis) de John Carpenter : Joe Esposito
- 1984 : The Outlaws de James Frawley : Yuri
- 1992 : Kamarades de bese-ball (The Comrades of Summer) de Tommy Lee Wallace : Sparky Smith
- 1992 : Le Moteur à eau (The Water Engine) de Steven Schachter : Lawrence Oberman
- 1994 : Service des urgences (State of Emergency) de Lesli Linka Glatter : Dr John Novelli
- 1995 : Favorite Deadly Sins de Denis Leary et David Jablin : Frank Musso
- 1997 : A Call to Remember de Jack Bender : David Tobias
- 1997 : Face Down de Thom Eberhardt : Bob Signorelli
- 1997 : Merry Christmas, George Bailey de Matthew Diamond : Joseph / Nick
- 1998 : Les Rois de Las Vegas (The Rat Pack) de Rob Cohen : Dean Martin
- 1999 : Body and Soul de Sam Henry Kass : Alex Dumas
- 1999 : Spenser Private Investigation (Spenser : Small Vices) de Robert Markowitz : Spenser
- 1999 : My Little Assassin de Jack Bender : Fidel Castro
- 2000 : Sans laisser de trace (Thin Air) de Robert Mandel : Spenser
- 2001 : Walking Shadow de Po-Chih Leong : Spenser
- 2001 : Off Key de Manuel Gómez Pereira : Ricardo Palacios
- 2002 : Women vs. Men de Chazz Palminteri : Michael
- 2002 : And Thou Shalt Honor de Dale Bell et Harry Wiland : L'hôte / Le narrateur
- 2004 : A Very Married Christmas de Tom McLoughlin : Frank Griffin

### Scénariste
- 1979 : Bleacher Bums (TV) (1re version)
- 2001 : Bleacher Bums (TV) (2e version)

### Producteur
- 1984 : Corduroy (TV)
- 2000 : Lakeboat de lui-même
- 2011-2012 : Quick Bites

### Réalisateur
- 2000 : Lakeboat de lui-même

## Distinctions

### Récompenses
- Coupe Volpi de la meilleure interprétation masculine lors du Mostra de Venise 1988  pour Parrain d'un jour (1988)
- Prix du meilleur acteur lors des London Critics Circle Film Awards 1992 pour Homicide (1991)
- Prix du meilleur acteur lors des Chicago Film Critics Association Awards 1992 pour Homicide (1991)
- Prix du meilleur acteur lors des Primetime Emmy Awards 1997 pour "Le dernier parrain" (1997)
- Prix du meilleur acteur lors des Primetime Emmy Awards 1999 pour Les rois de Las Vegas (1998) (TV)
- Prix du meilleur acteur dans une série télévisée lors des Golden Globes 1999 pour Les rois de Las Vegas (1998) (TV)
- Lauréat du Prix Commitment to Chicago Award lors des Chicago Film Critics Association Awards 1999
- Lauréat du Prix Moxie! Tribute Award lors des Santa Monica Film Festival 2000
- Lauréat du Grand Prix lors des Savannah Film and Video Festival 2001 pour Lakeboat (2000)
- Prix de la meilleure distribution lors des Gotham Awards 2005 pour Nine Lives (2005)
- Prix du meilleur acteur lors des Primetime Emmy Awards 2007 pour "The Starter Wife" (2007)
- Lauréat du Prix du meilleur acteur lors des Newport Beach Film Festival 2008 pour Elvis and Anabelle (2007)
- Lauréat du Prix Capri Italian-American Award lors des Capri, Hollywood 2011

## Voix françaises
| - José Luccioni (*1949 - 2022) dans : - Le Parrain 3 - Bébé part en vadrouille - Personnel et confidentiel - Face Down (téléfilm) - Les Rois de Las Vegas - Liberty Heights - Starter Wife (série télévisée) - Redbelt - Hervé Jolly dans (les séries télévisées) : - First Monday - Le Monde de Joan - Esprits criminels - Esprits criminels : Unité sans frontières - As We See It - Mario Santini (*1945 - 2001) dans : - Une baraque à tout casser (1er doublage) - Le Flic était presque parfait - Les Simpson (série d'animation - 1re voix de Gros Tony) - Gabriel Le Doze dans : - Une baraque à tout casser (2e doublage) - Thin Air (téléfilm) | - Sady Rebbot (*1935 - 1994) dans : - Alice - Bugsy Et aussi - Vincent Violette dans Le Roman d'Elvis (téléfilm) - Albert Augier (*1924 - 2007) dans Trois amigos ! - Max André (*1938 - 2020) dans Toubib malgré lui - Joseph Falcucci dans Engrenages - Jean-Pierre Dorat dans Parrain d'un jour - Michel Modo (*1937 - 2008) (2e voix) / Gérard Rinaldi (*1943 - 2012) (3e voix) / Xavier Fagnon (4e voix de Gros Tony) dans Les Simpson (voix) - Emmanuel Jacomy dans Bienvenue au club - Roger Crouzet (*1927 - 2000) dans Suspect dangereux - Jean-Yves Chatelais (*1955 - 2018) dans Body - Patrick Floersheim (*1944 - 2016) dans À la recherche de Bobby Fischer - Michel Mella dans Airheads - Yves Beneyton dans Au-delà des lois - Philippe Peythieu dans Albino Alligator - Michel Creton dans Celebrity - Jean-Jacques Nervest dans Sac d'embrouilles |